# Dasyurus albopunctatus
Il quoll della Nuova Guinea (Dasyurus albopunctatus Schlegel, 1880), noto anche come gatto marsupiale della Nuova Guinea, è un mammifero marsupiale carnivoro originario della Nuova Guinea. È la seconda specie di carnivoro marsupiale più grande dell'isola.

## Descrizione
I maschi hanno una lunghezza testa-corpo di 12,3–31 cm, una coda di 21–29 cm e un peso di 0,6-0,7 kg, mentre le femmine hanno una lunghezza testa-corpo di 24-27,5 cm, una coda di 22–28 cm e un peso di 0,5 kg. Il mantello, di colore bruno-rossastro, è ricoperto sulla parte dorsale di macchie bianche; esse, però, non sono presenti sulla coda, ricoperta unicamente da una rada peluria. Nell'aspetto generale ricorda un opossum simile a un gatto; i quoll, infatti, sono chiamati anche «gatti indigeni» e talvolta «gatti marsupiali» o «gatti tigre». I cuscinetti plantari presentano delle scanalature trasversali, presumibilmente utili per fare meglio presa sugli alberi, dal momento che la specie ha abitudini prevalentemente arboricole.

## Biologia

### Comportamento
È un buon arrampicatore, ma trascorre del tempo anche sul suolo della foresta. Sebbene abbia abitudini notturne, trascorre le ore del giorno crogiolandosi al sole.

### Alimentazione
Il quoll della Nuova Guinea si nutre di una vasta gamma di prede, compresi uccelli, ratti e altri marsupiali, piccoli rettili e insetti. È stato riportato che talvolta catturi prede di dimensioni superiori alle proprie.

### Riproduzione
Edifica la tana su sponde rocciose, in tronchi cavi o in piccole cavità, e può riprodursi in ogni periodo dell'anno; ogni nidiata è composta generalmente da 4-6 piccoli. In cattività un esemplare ha raggiunto i 3 anni di età, ma in natura la speranza di vita è sconosciuta.

## Distribuzione e habitat
Vive nelle foreste pluviali della Nuova Guinea, fino ai 3350 metri di altitudine, ma si incontra più facilmente intorno ai 900 metri di quota. È assente dalle regioni sud-occidentali dell'isola, ma è presente su Yapen.

## Tassonomia
Il quoll della Nuova Guinea appartiene alla famiglia dei Dasiuridi, che comprende anche altre specie di quoll, il diavolo della Tasmania e molti carnivori più piccoli. È una delle sei specie esistenti del genere Dasyurus, quattro delle quali sono diffuse solamente in Australia, mentre le altre due (D. albopunctatus e D. spartacus) sono originarie della Nuova Guinea. Entrambe le specie della Nuova Guinea sembrano maggiormente imparentate con il quoll occidentale australiano.

## Conservazione
L'incremento demografico umano, la caccia con i cani, e l'avanzare dei terreni agricoli possono tutti avere un effetto su questa specie (soprattutto la distruzione delle foreste di pianura per fare spazio a piantagioni di palma da olio). È inoltre probabile che esista una certa competizione con i gatti, introdotti dall'uomo, ma non ne abbiamo ancora la certezza. Un'ulteriore minaccia è costituita anche dai rospi delle canne.